# Domus de la plaza Nogara
La domus de la plaza Nogara es uno de los ejemplos mejor conservados de edificios privados romanos de Verona y del norte de Italia.
Fue construida a finales del siglo I a. C. y reestructurada en varias fases; en particular, entre los siglos II y III se realizaron unos pavimentos de mosaico que aún se conservan en la zona arqueológica situada en el sótano del Palacio Scarpa. 

## Historia
El descubrimiento de la domus romana tuvo lugar en 1976, durante las obras de construcción de la sede de la Banca Popolare di Verona; las estructuras se hallaron a una profundidad de 3,10 metros desde el nivel del suelo. En particular, se halló el patio central de la vivienda, junto con las diversas estancias que lo rodeaban.
El edificio residencial se construyó a finales del siglo I a. C. con una sola planta, configuración que conservó hasta el final. Posteriormente, el patio central de la vivienda se equipó con un pórtico, unas pilas y una fuente, mientras que a finales de los siglos II y III se colocó un pavimento de mosaico, probablemente obra de un único maestro. Esta valiosa renovación del edificio, junto con las encontradas en otros edificios de Verona, indican que en la época de la dinastía Severa las condiciones económicas de la ciudad se mantuvieron discretas o incluso se recuperaron. Otras intervenciones menores se llevaron a cabo en épocas posteriores, mientras que indicios de incendios generalizados, datables a finales del siglo VI, sugieren que la destrucción y el abandono del edificio podrían estar relacionados con un gran incendio que destruyó gran parte de Verona en diciembre de 589, episodio relatado por Pablo el Diácono en su Historia gentis Langobardorum.
La musealización del yacimiento arqueológico corrió a cargo del arquitecto veneciano Carlo Scarpa, a quien también se había encargado el diseño de todo el edificio, futura sede del banco Veronese.

## Descripción
El edificio, compuesto de un solo nivel, tenía una extensión de aproximadamente 400 m2 y estaba ubicado en el límite sur de la Verona romana, no lejos de las  murallas de la ciudad. La entrada y la vista principal estaban ubicadas en un cardo correspondiente a la actual Vía San Cosimo.
El edificio se caracteriza por un patio central al que posteriormente se añadió un pórtico en tres lados. Las columnas del pórtico, hechas de toba local, aunque probablemente recubiertas de estuco, tenían capiteles toscanos, y estaban situadas en posiciones variables de distancias entre ellas, de manera que no se obstaculizara la iluminación de las estancias que dan al patio. En un principio el espacio abierto era de tierra batida, mientras que posteriormente se pavimentó con piedra blanca, se construyeron dos tinas  adosadas a una pared y se colocó una fuente en el eje central del patio del que se conserva el fondo de mármol griego y las instalaciones de bronce.
Entre las habitaciones del lado de la calle, destaca una en la que se encontró un suelo de mosaico con un panel central dividido en tres espacios, con ornamentos polícromos en forma de rombos y una cruz trenzada; de la misma habitación se conservaba el zócalo negro con cuadrados rojos y amarillos, es decir, la parte del basamento de los muros que cerraban el espacio. En un rincón de la misma sala se construyó una chimenea, probablemente en el siglo VI, con ladrillos recuperados, señal, como algunas de las manchas de arcilla de los mosaicos, de un uso más pobre de la estructura que en épocas anteriores. Al norte de esta sala hay otra de dimensiones similares y pavimento de mosaico, en este caso, sin embargo, decorado con cuadrados con pelte alternando con círculos, rellenos de motivos diversos. El zócalo negro también se encuentra aquí, pero en este caso con fondos rojos.
En el lado opuesto del patio, al este, hay una pequeña sala con una abertura hacia el pórtico, donde se descargaba el combustible, una sala contigua con el sistema de calefacción, otra pequeña sala con el suelo elevado para el paso del aire caliente procedente de la caldera y, por último, dos salas de estar utilizadas durante los meses de invierno. El salón situado más al norte se caracteriza por paredes revestidas de mármol rojo de Verona y suelo de mosaico, decorado con octógonos y cuadrados dispuestos en torno a un rectángulo central, mientras que el salón situado al sur presenta un mosaico con cintas policromadas que delimitan campos decorados con motivos vegetales, un cáliz y una cesta de mimbre.
En el lado norte del patio se encontraban probablemente las habitaciones de verano, caracterizadas por grandes aberturas y suelos de opus signinum y tierra batida.